# 659 v. Chr.
Portal Geschichte | Portal Biografien | Aktuelle Ereignisse | Jahreskalender | Tagesartikel

◄ |
8. Jahrhundert v. Chr. |
7. Jahrhundert v. Chr. |
6. Jahrhundert v. Chr. |
►

◄ | 670er v. Chr. | 660er v. Chr. | 650er v. Chr. | 640er v. Chr. |
630er v. Chr. |
►

◄◄ | ◄ | 662 v. Chr. | 661 v. Chr. | 660 v. Chr. | 659 v. Chr. |
658 v. Chr. |
657 v. Chr. |
656 v. Chr. |
► |
►►

## Ereignisse

### Politik und Weltgeschehen
- Der sagenhafte römische König Tullus Hostilius erobert und zerstört Alba Longa (historisch nicht gesichert).[1]
- Die Spartaner erobern Phigalia in Arkadien, können die Stadt aber nicht lange halten.[2]
- Herzog Mu von Qin (Qin Mugong), eine der prägenden Persönlichkeiten der Chunqiu-Zeit (Fünf Hegemonen), tritt seine Herrschaft an.[3]